# Jean-Pierre Goudeau
Jean-Pierre Goudeau (* 25. Februar 1933 in Paris; † 18. Juli 2024) war ein französischer Sprinter.

## Sportliche Laufbahn
Bei den Olympischen Spielen 1952 in Helsinki wurde er Sechster in der 4-mal-400-Meter-Staffel und schied über 400 Meter im Vorlauf aus.
1954 siegte er bei den Europameisterschaften in Bern zusammen mit Pierre Haarhoff, Jacques Degats und Jean-Paul Martin du Gard in der 4-mal-400-Meter-Staffel.
Bei den Olympischen Spielen 1956 in Melbourne kam er sowohl über 200 Meter wie auch in der 4-mal-400-Meter-Staffel nicht über die erste Runde hinaus.
1951 wurde er Französischer Meister über 200 Meter und 1955 über 400 Meter.

## Persönliche Bestzeiten
- 200 m: 21,9 s, 1952
- 400 m: 47,5 s, 10. Oktober 1954, Paris